# Montecarotto
Montecarotto és un comune (municipi) de la província d'Ancona, a la regió italiana de les Marques, situat a uns 40 quilòmetres a l'oest d'Ancona. A 1 de gener de 2019 la seva població era de 1.913 habitants.
Montecarotto limita amb els següents municipis: Arcevia, Belvedere Ostrense, Ostra, Ostra Vetere, Poggio San Marcello, Rosora i Serra de' Conti.